# Brinckiella karooensis
Brinckiella karooensis är en insektsart som beskrevs av Naskrecki och Bazelet 2009. Brinckiella karooensis ingår i släktet Brinckiella och familjen vårtbitare. Inga underarter finns listade i Catalogue of Life.